# 托德敦 (加利福尼亞州)
托德敦（英語：Toadtown）是位於美國加利福尼亞州比尤特縣的一個非建制地區。該地的面積和人口皆未知。

## 地理
托德敦的座標為39°53′17″N 121°35′26″W / 39.88806°N 121.59056°W，而該地的平均海拔高度為848米（即2782英尺）。